# Drosophila alei
Drosophila alei är en tvåvingeart som beskrevs av Brncic 1962. Drosophila alei ingår i släktet Drosophila och familjen daggflugor.
Artens utbredningsområde är Chile.